# Hibbertia lepidota
Hibbertia lepidota är en tvåhjärtbladig växtart som beskrevs av Robert Brown och Dc. Hibbertia lepidota ingår i släktet Hibbertia och familjen Dilleniaceae. Inga underarter finns listade i Catalogue of Life.